# Imagíname sin ti
«Imagíname sin tí» es una balada escrita y producida por Rudy Pérez, coescrita por Mark Portmann e interpretada por el cantautor puertorriqueño-estadounidense Luis Fonsi, incluida en segundo álbum de estudio Eterno (2000). Fue publicado como sencillo principal del dicho álbum por la empresa discográfica Universal Music Latino el 24 de abril de 2000. Este tema fue también uno de sus primeros éxitos y con él se dio a conocer en España. La balada romántica llegó al primer puesto de la lista Billboard Hot Latin Tracks durante 2 semanas consecutivas en 2000.

## Grabación
La balada escrita y producida por Rudy Pérez, coescrita por Mark Portmann. Esta es la primera canción del álbum Eterno (2000), el segundo álbum de estudio del cantautor puertorriqueño-estadounidense Luis Fonsi. El marketing y la promoción del disco se hizo en las Islas Canarias. El disco tiene una versión en español y otra en inglés (Imagine me without you). Es esta una de sus canciones más importantes.

## Video musical
El video de «Imagíname sin ti» fue rodado en el Parque nacional Canaima, en Venezuela. Contó con la participación especial de la actriz y modelo venezolana Gaby Espino, en el video se puede apreciar al cantante interpretando la canción en varias áreas del parque, con vistas hacia los paisajes del mismo. Fue dirigido por Marlene Rodríguez.

## Versiones
La banda de pop latino y reguetón CNCO grabó una versión de «Imagíname sin ti» para su álbum Déjà Vu de 2021.

## Impacto en la cultura popular

### Telenovelas
Formó parte de la banda sonora de la telenovela chilena Amores de Mercado de Televisión Nacional de Chile, durante su desarrollo el 2001 solo del Volumen 1.